# The Winter's Tale (balletto)
Il Racconto d'inverno è un balletto in tre atti coreografato da Christopher Wheeldon su una colonna sonora commissionata da Joby Talbot. Il balletto è l'omonima opera teatrale di William Shakespeare, con scene e costumi disegnati da Bob Crowley, luci disegnate da Natasha Katz e speciali effetti scenici disegnati da Daniel Brodie e Basil Twist, era una coproduzione del Royal Ballet e il National Ballet of Canada ed è stato presentato per la prima volta alla Royal Opera House, Londra, il 10 aprile 2014. La prima in Nord America avvenne l'anno successivo.

## Sfondo
Il balletto di Wheeldon è una versione danzata dell'opera teatrale di William Shakespeare Il Racconto d'inverno (1609–11), considerata dagli studiosi una delle sue "commedie problematiche", difficile da classificare come tragedia, commedia, romanticismo o una combinazione delle tre. I primi tre dei suoi cinque atti sono pieni di un intenso dramma psicologico; gli ultimi due sono spensierati e comici, concludendo con un lieto fine. Racconta una storia complicata di gelosia, perdita, amore, gioia, redenzione, perdono e riconciliazione. Shakespeare ha scelto il suo titolo per indicare al suo pubblico che l'opera era come un racconto raccontato in compagnia, raccolto da un caminetto in una sera d'inverno. Un'invenzione di fantasia, non vera, ma divertente e moralmente istruttiva.

## La storia
Leonte, re di Sicilia, è posseduto da una folle gelosia, credendo che la moglie incinta Hermione abbia una relazione con il suo amico d'infanzia Polissene, re di Boemia. Ordina che la figlia neonata di Hermione venga abbandonata. Hermione e il loro giovane figlio Mamillio muoiono di angoscia, e Leonte è sopraffatto dal rimorso. La bambina viene trovata da un pastore in Boemia e la chiamarà Perdita ("la perduta"). Passano sedici anni. Perdita si innamora di Florizel, figlio di Polissene, che ricambia i suoi sentimenti e le propone di sposarsi. Polissene è oltraggiato dal fatto che suo figlio intenda sposare una popolana comune ed è consumato dalla furia. Florizel e Perdita, inseguiti da Polissene, cercano rifugio in Sicilia alla corte di Leonte. Perdita viene riconosciuta, Hermione ritorna dalla morte e la famiglia si riunisce.

## Cast
| Ruolo                    | Descrizione                         | World premiere       | North American premiere |
| ------------------------ | ----------------------------------- | -------------------- | ----------------------- |
| Leonte                   | Re di Sicilia                       | Edward Watson        | Piotr Stanczyk          |
| Hermione                 | Regina di Sicilia, moglie di Leonte | Lauren Cuthbertson   | Hannah Fischer          |
| Polissene                | Re di Bohemia                       | Federico Bonelli     | Harrison James          |
| Paulina                  | serva di Hermione                   | Zenaida Yanowsky     | Xiao Nan Yu             |
| Perdita                  | figlia di Leonte e Hermione         | Sarah Lamb           | Jillian Vanstone        |
| Florizel                 | figlio di Polissene                 | Steven McRae         | Naoya Ebe               |
| Antigone                 | marito di Paulina                   | Bennet Gartside      |                         |
| Mamillio                 | figlio di Leonte e Hermione         | Joe Parker           |                         |
| Maggiordomo di Polissene | Servo di Polissene                  | Thomas Whitehead     |                         |
| Padre pastore            | padre adottivo di Perdita           | Gary Avis            |                         |
| Il Contadino             | fratello adottivo di Perdita        | Valentino Zucchetti  |                         |
| Pastorella               | fidanzata del contadino             | Beatriz Stix-Brunell |                         |

## Critica
Alla sua prima mondiale alla Royal Opera House, Il Racconto d'inverno è stato ben accolto dai critici della danza. Judith Mackrell di The Guardian ha dato al balletto quattro stelle su cinque e ha elogiato il balletto come "uno dei balletti di storie più pienamente realizzati che siano stati creati al Royal negli ultimi anni". Scrivendo per il Financial Times, Clement Crisp ha anche assegnato al balletto quattro stelle su cinque e ha evidenziato le esibizioni individuali dei ballerini principali. Luke Jennings, scrivendo su The Guardian, ha detto che il balletto, sebbene drammaticamente imperfetto, è stato "per la maggior parte un successo incredibile" ed è stato sicuramente "un balletto da mantenere".

## Videografia
Una performance del cast originale può essere vista sul DVD Opus Arte. Diretto per lo schermo da Ross MacGibbon, è stato registrato alla Royal Opera House, Covent Garden, nel 2014.